# Pentacentrus sexspinosus
Pentacentrus sexspinosus är en insektsart som beskrevs av Lucien Chopard 1940. Pentacentrus sexspinosus ingår i släktet Pentacentrus och familjen syrsor. Inga underarter finns listade i Catalogue of Life.